# Dark Angel (band)
 For alternative betydninger, se Dark Angel. (Se også artikler, som begynder med Dark Angel)
Dark Angel var et thrash metal-band fra Los Angeles. Deres ekstreme stil (ekstremt hurtige, tunge og lange sange med masser af temposkift, sangtekster og udvidede instrumentale dele) gav dem tilnavnet "the L.A. Caffeine Machine" og mottoet "too fast, my ass". Trommeslager Gene Hoglan betragtes som en af verdens bedste trommeslagere indenfor undergrundsmetal.
De udgav 4 demoalbum før deres debut-lp We Have Arrived blev udgivet i 1984. I 1986 udgav Dark Angel albummet Darkness Descends som sammen med Master of Puppets (Metallica), Reign in Blood (Slayer), Peace Sells... But Who's Buying? (Megadeth), The Dark (Metal Church) og Pleasure to Kill (Kreator) var blandt de vigtigste thrash metal-udgivelser i 1986, og betragtes i dag af mange som et af de vigtigste album for 1980'ernes ekstremmetal.[kilde mangler]
Dave Mustaine tilbød efterfølgende Eric Meyer at komme med i Megadeth, men denne afslog for i stedet at kunne blive i Dark Angel.[kilde mangler]
Efterfølgende udgav bandet to yderligere album, Leave Scars (1989) og Time Does Not Heal (1991), hvor de viste en stigende mængde progressive sangstrukturer (sidstnævnte album er kendt for at indeholde 246 riffs)[kilde mangler] og Hoglan's tekster omhandler seriøse emner, ofte psykologiske problemer og traumer.
Efter at være gået i opløsning i 1992, blev Dark Angel kortvarigt genforenet i 2002. Ron Rinehart's skade tvang dem dog til at droppe planer om en turné, og bandet er i øjeblikket inaktivt. Rinehart dannede også bandet Oil i 1997 efter at have konverteret til kristendommen.

## Medlemmer

### Seneste medlemmer
- Ron Rinehart – Vokal
- Eric Meyer – Guitar
- Danyael Williams – Bas
- Gene Hoglan – Trommer

### Tidligere medlemmer
- Don Doty – Vokal (1981-1987)
- Jim Drabos – Vokal (1987)

- Jim Durkin – Guitar (1981-1989, 2002)
- Brett Eriksen – Guitar (1989-1991)
- Cris McCarthy – Guitar (1991-1992)

- Rob Yahn – Bas (1981-1986)
- Mike Gonzalez – Bas (1986-1992)

- Mike Andrade – Trommer (1981-1983)
- Jack Schwartz – Trommer (1983-1984)
- Lee Rausch – Trommer (1984)

## Diskografi

### Demoer
- Gonna Burn (1983)
- Demo II (1983)
- Live Demo (1984)
- Live Demo From Berkeley (1985)
- Atrocity Exhibition (1992)

### Album
- We Have Arrived (1984)
- Darkness Descends (1986)
- Leave Scars (1989)
- Live Scars (1990)
- Time Does Not Heal (1991)

### Videoer
- 3-Way Thrash (1989) (VHS)
- Ultimate Revenge 2 (1989)(VHS & CD)

### Andre
- Merciless Death (single) (1985)
- The Best of Dark Angel: Decade of Chaos (opsamlingsalbum) (1992)